# Frette zéro

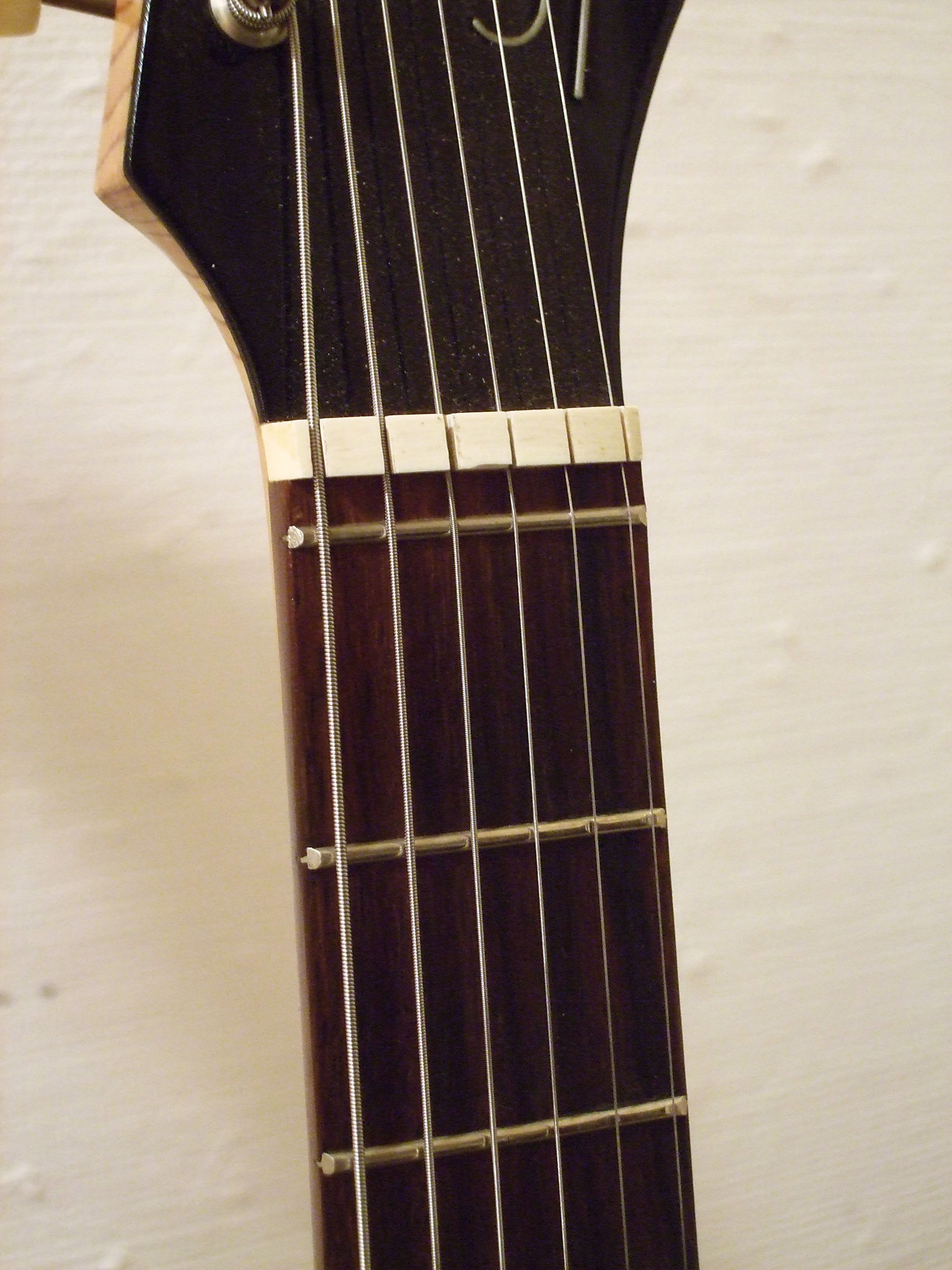
Frette zéro sur une ancienne guitare allemande Hopf, de 1963 (modèle Saturn 63).

Une frette zéro est, sur les instruments à cordes tels que guitares, banjos ou mandolines, une frette insérée tout au début de la touche devant le sillet. Son rôle est de donner la hauteur de corde à vide au-dessus de la touche. La plupart des guitares aujourd'hui produites en sont dépourvues, dans la mesure où leur sillet assure cette fonction tout en déterminant les intervalles entre les cordes. Avec une frette zéro, ces deux fonctions sont séparées, les encoches du sillet ne servant plus qu'à donner l'espacement des cordes.
La frette zéro est restée fortement associée aux guitares économiques européennes des années 1960. Elle n'est de nos jours montée que sur une minorité d'instruments, mais elle conserve ses partisans dans le domaine des instruments haut de gamme.

## Avantages
- La frette zéro est une solution simple et économique pour assurer une hauteur d'action idéale au début de la touche (elle est généralement d'un calibre légèrement supérieur à celui des autres frettes), en suivant exactement la courbure du manche. Aucun usinage de précision n'est requis sur le sillet, qui peut être une simple pièce moulée en bakélite ou autre polymère.
- Inversement, les encoches d'un sillet seul doivent faire l'objet d'une délicate mise au point pour garantir le meilleur résultat, travail qui n'est à la portée que de techniciens expérimentés.
- La frette zéro permet d'utiliser des cordes de n'importe quel tirant, alors qu'un sillet seul tend à être optimal pour un tirant de cordes donné (des cordes plus grosses risquent de se bloquer ou de se retrouver trop hautes, des cordes plus fines risquent de laisser du jeu et donc d'amortir la vibration).
- Les instruments dotés d'une frette zéro sont en général plus faciles à jouer sur les premières cases, en particulier les guitares acoustiques montées de cordes à fort tirant ou à douze cordes.
- Selon certains musiciens, le fait que les cordes reposent toujours sur une frette métallique même quand elles sont jouées à vide procure une meilleure homogénéité du son.

## Inconvénients
- Avec le temps, et plus particulièrement en cas d'usage intensif du vibrato, les cordes créent des rainures sur la frette zéro, et il peut arriver que des bends vigoureux effectués vers le début de la touche fassent dérailler la corde de cette rainure, entraînant un déclic audible.
- La juxtaposition d'un sillet et d'une frette zéro tend à créer un point supplémentaire de friction, et par conséquent davantage de possibilité qu'une sous- ou surtension occasionnée par un coup de vibrato ou un bend vigoureux reste partiellement emprisonnée entre le sillet et la mécanique, d'où risque de désaccordage.

## Historique
La frette zéro est pratiquement inexistante au XIXe siècle. Les guitares de type espagnol à cordes en boyau la rejettent absolument, de même que les premières guitares américaines à cordes en acier. Elle semble ne s'être répandue en Europe que dans l'entre-deux-guerres, surtout pour des fabrications allemandes et italiennes à bon marché. Pourtant, dès cette époque, on la trouve aussi montée sur des instruments de grand prestige comme les Selmer conçues par Mario Maccaferri. Depuis lors, elle est restée un attribut obligé des guitares acoustiques pour style manouche.
À partir des années 1950 et jusque dans les années 1970, quasi tous les fabricants européens de guitares montent des frettes zéro sur leurs instruments, excepté les Suédois (Levin, Hagström), très sensibles aux demandes du marché américain, et Höfner qui l'abandonne peu à peu vers la fin des années 1960.
À l'inverse, les principaux facteurs américains (Gibson, Fender, Martin) l'évitent systématiquement, avec là aussi quelques exceptions comme Mosrite et occasionnellement Gretsch.
Aux alentours de 1980, la disparition de la plupart des grands fabricants européens (Framus, Eko, Burns, Jacobacci etc.) ainsi que de Mosrite a donné à la frette zéro l'image d'une relique du passé, à tort ou à raison.
Cependant, des instruments hautement réputés comme les guitares Vigier en France ou les basses MTD (en) aux États-Unis continuent à considérer la frette zéro comme irremplaçable aux points de vue de la qualité de son et de la facilité de jeu. Elle fait partie des nombreuses particularités qui distinguent la célèbre Red Special de Brian May.
Ce système est avant tout une tradition de la lutherie italienne, qui offre l'avantage d'être tout aussi efficace qu'un sillet de tête et plus facile à mettre en œuvre ; par contre, la frette zéro ne permet pas le réglage de l'action du côté de la tête, comme avec un sillet (il faut donc le prévoir une fois pour toutes).
Maccaferri et les autres grands luthiers « manouche » des années 1930, 1940 et 1950 (Busato, di Mauro, Favino, Castellucia) étant tous d'origine italienne, il n'est pas étonnant qu'ils aient choisi cette solution.

### Le «Zero-Fret Adjustable Nut» de Gibson
À l'automne 2014, la firme Gibson présente un nouveau type de sillet réglable en hauteur, appelé Zero-Fret Adjustable Nut (ou Z-FAN), disponible sur ses guitares à partir de 2015. Il reprend explicitement le principe de la frette zéro en séparant les fonctions espacement et hauteur des cordes, mais consiste en une pièce unique, en laiton, combinant une partie sillet et une partie frette. Entre les deux se trouvent deux vis Allen autorisant un réglage précis de la hauteur d'action au début de la touche.